# 劉漢祚
劉漢祚（？—？），中國清朝官員，於1656年擔任福建巡撫，主要從事福建之軍政事務，品等約為二品。